# قائي برد (شوي بانة)
قائي برد (بالفارسية: قائی برد) هي قرية تقع في إيران في البلدة المركزية. يقدر عدد سكانها بـ 203 نسمة .